# Cercle Maillol
El Cercle Maillol (Círculo Maillol) era una agrupación de artistas catalanes, creada en 1946 en el Instituto Francés de Barcelona. Uno de los principales promotores en su creación fue el geógrafo y dibujante Pierre Deffontaines, que en aquel momento dirigía el Instituto. El Cercle lo presidía el crítico Josep Maria de Sucre  y formaron parte entre otros, Charles Collet, Alfred Figueres, Josep Hurtuna, Núria Picas, Ramon Rogent, Carme Serra y F.P. Verrié.
El Cercle Maillol organizaba importantes conferencias, recepciones, lecturas de arte, tertúlias los martes por la noche, exposiciones temporales y facilitaba becas del gobierno francés a jóvenes artistas para estudiar en París. Muchos de los artistas catalanes más relevantes durante la segunda parte del siglo XX, pudieron beneficiarse de estas becas. En este sentido el Cercle Maillol jugó un papel muy importante en la difusión del arte de vanguardia y en la formación de los artistas jóvenes en un momento en que España se encontraba bajo la dictadura franquista.

## Artistas que obtuvieron una beca del Cercle Maillol para formarse en París
- Gabino Rey(1945)
- Antoni Tàpies(1950)
- Agustí Español Viñas(1958)
- August Puig
- Jordi Mercadé(1948)
- Joan Palà (1948)
- Xavier Valls(1949)
- Albert Ràfols Casamada(1950)
- Juan Antonio Roda (1950)
- Josep Maria García-Llort (1950)
- Joan Josep Tharrats(1953)
- Josep María Subirachs(1951)
- Modest Cuixart (1949)
- Maria Girona
- Esther Boix
- Josep Guinovart(1953)
- Santi Surós
- Josep Hurtuna
- Ignasi Mundó (1945)
- Francesc Todó (1954)
- Ramon Rogent (1953)
- Leandre Cristòfol (1952)
- Vicenç Caraltó (1960)